# ليا ماري جونسون
ليا ماري جونسون (بالإنجليزية: Lia Marie Johnson)‏ هي يوتيوبية وممثلة أمريكية، ولدت في 23 نوفمبر 1996 في Wahiawa, Hawaii ‏ في الولايات المتحدة.

## وصلات خارجية
- الموقع الرسمي
- ليا ماري جونسون على موقع IMDb (الإنجليزية)
- ليا ماري جونسون على موقع ميوزك برينز (الإنجليزية)
- ليا ماري جونسون على موقع ديسكوغز (الإنجليزية)
- ليا ماري جونسون على موقع قاعدة بيانات الفيلم (الإنجليزية)